# Liste der Stammzellmarker
Stammzellmarker sind Zelltypmarker von Stammzellen. Diese Liste enthält Stammzellmarker verschiedener Stammzelllinien.

## Liste der Stammzellmarker
- AA4[2]
- AA4.1[3]
- P-gp (CD243)[4]
- ABCB5[5]
- ABCG2 (CDw338)[6]
- ALDH[7]
- alkaline phosphatase[8]
- alpha6-Integrin[9]
- Anti-WNT2B monoclonal antibody[10]
- antithrombin III (AT)[11]
- asialo GM1[12]
- Bcl-2[13]
- Beta-galactosidase (β-gal) of ROSA26 mice[14]
- beta1-Integrin[9]
- bromodeoxyuridine[15]
- c-kit (CD117)[16]
- c-Met[17]
- C1qR(p)[18]
- END (CD105)[19]
- PROM1 (CD133)[20][21][22]
- ALCAM (CD166)[19]
- ITGB1 (CD29)[23]
- TNFRSF8 (CD30)[24]
- PECAM-1 (CD31)[25]
- Siglec-3 (CD33)[26]
- CD34[27]
- CD44[23]
- NCAM (CD56)[28]
- CD73[23]
- CD9[29]
- CD90[30]
- CDCP1[31]
- Circulating anticoagulants protein C (PC)[11]
- CK19[32]
- CLV3[33]
- cyclic CMP[34]
- ECMA-7[35]
- EDR1[36]
- EEC[37]
- FGF-4[38]
- Flk-2[39]
- Flk1(+)[40]
- Flt3/Flk2[41]
- FMS (CD115)[42]
- FORSE-1[15]
- G alpha16[43]
- GDF3[36]
- GFPM[44]
- Giant granules of beige C57B1/6 (bg) mice[45]
- Gli2[46]
- Gli3[46]
- glial fibrillary acidic protein[15]
- glycoprotein IB[47]
- GSTA1[48]
- HAS2 gene expression[49]
- Her5[50]
- hMYADM[51]
- HSA[41]
- hsp25[52]
- Id2[53]
- IL-3Ralpha[54]
- Integrine[55]
- interleukin-3 receptor alpha chain[56]
- Iron oxide nanoparticles[57]
- KDR[58]
- Keratin 15 (aka. CK15, Cytokeratin 15)[32][59][60][61]
- Keratin 19 (aka. CK19, Cytokeratin 19, K19)[62][63][64]
- Kit[3]
- L-selectin (CD62L)[65]
- Lamin A/C[66]
- Lewis X antigen (Le(X))[67]
- LeX[68]
- Lgr5[69]
- Lrp4[70]
- MCM2[71]
- MCSP[72]
- Metallothionein (MT) crypt-restricted immunopositivity indices (MTCRII)[73]
- monosomy 7[74]
- Mouse orthologue of ARX[75]
- MRP4[76]
- Msi-1[77]
- Musashi[77]
- Musashi-1[78]
- Mutant BCRP[79]
- nestin[80]
- neurofilament microtubule-associated protein 2[81]
- neuron-glial antigen 2 (NG2)[82]
- notch 1[83]
- nrp-1[84]
- Nucleostemin[85]
- OC.3[86]
- Oct-4[87]
- OST-PTP[88]
- P-gp/MDR1[89]
- p21[64]
- p63[90]
- p75[91]
- PCLP[92]
- PCNA[15]
- PECAM[6]
- PgP-1[41]
- phosphorylating-p38[93]
- Podocalyxin[94]
- procalcitonin (PCT)[95]
- PSCs[96]
- pSV2gpt[97]
- PTPRC[23]
- purified LRC[98]
- Rat liver fatty acid-binding protein/human growth hormone transgenes (Fabpl/hGH)[99]
- RC1 antigen[100]
- Rex-1[101]
- Sca-1[102]
- SCF[103]
- Sialyl-lactotetra[104]
- Side Population (SP)[105]
- SOX10[91]
- SOX2[106]
- SOX9[107]
- SP phenotype[108]
- SSEA-1[109]
- SSEA-3[110]
- SSEA-4[111]
- Stat3[112]
- Stat5[113]
- Stella[36]
- Stra8[114]
- Stro-1[115]
- Tartrate-resistant acid phosphatase (TRAcP)[116]
- TdT[117]
- telomerase reverse transcriptase[111]
- electrophoretic pattern of hemoglobin[118]
- Thrombomucin[119]
- Thy-1[120]
- Tra-1-60[121]
- TWIST1[122]
- VEGFR-2[123]
- vimentin[124]
- X-Smoothened[46]
- XKrk1[125]
- Zac1[15]